# Кодиакска кафява мечка
Кодиакските кафяви мечки (Ursus arctos middendorffi) са подвид кафяви мечки, едри бозайници от семейство Мечкови (Ursidae).
Срещат се на островите от Кодиакския архипелаг в югозападна Аляска, Съединените щати. Те са най-едрият подвид на кафявата мечка и едни от двете най-едри съвременни мечки, наред с бялата мечка.
Във физиологично отношение кодиакската мечка е много близка до останалите подвидове кафяви мечки, като срещащата се на континента гризли (U. a. horribilis) или изчезналата калифорнийска кафява мечка (U. a. californicus), като основната разлика е в размерите. Макар че като цяло има значително разнообразие в размерите на кафявите мечки в различни географски области, повечето обикновено тежат между 115 и 360 килограма. В същото време кодиакските мечки обикновено достигат 300 до 600 килограма, като в отделни случаи дори надхвърлят 680 килограма. Въпреки тази голяма разлика в размера, диетата и начинът на живот на кодиакските мечки не се различават чувствително от тези на другите кафяви мечки.